# 9K111 Fagot
9K111 Fagot (în rusă: 9K111 «Фагот») este un complex de rachete antitanc dirijate semiautomat proiectat în Uniunea Sovietică. Denumirea GRAU este „9M111”, iar numele de cod NATO este AT-4 Spigot.

## Istoric

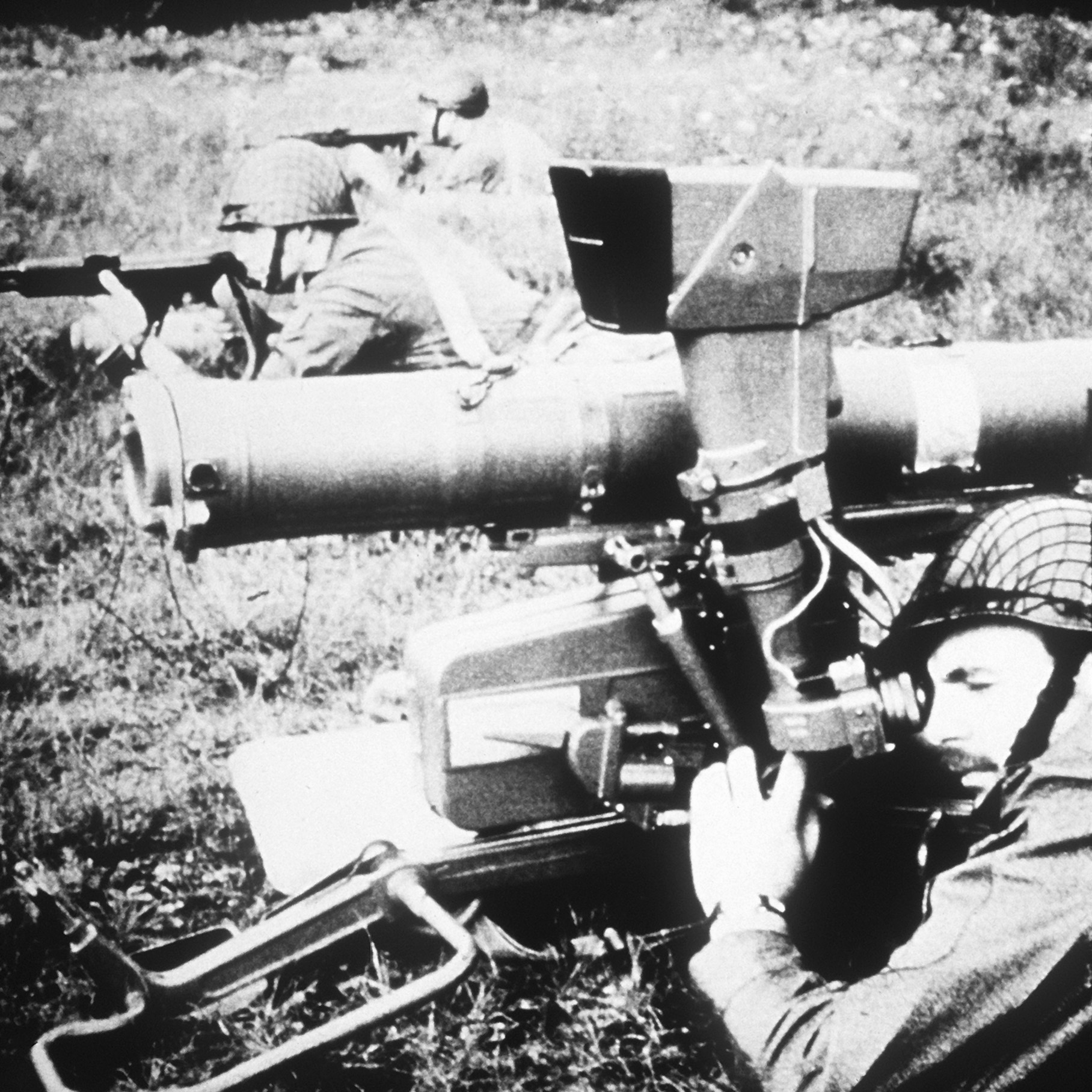
9K111 Fagot în dotarea armatei sovietice.

Sistemul antitanc 9K111 Fagot a fost dezvoltat de Biroul de Proiectare al Fabricii de Armament Tula începând cu anul 1962. Complexul a fost dezvoltat alături de 9M113 Konkurs, fiind relativ asemănător. A intrat în dotarea armatei sovietice în anul 1970. Echivalentul din Vestul Europei este racheta antitanc dirijată MILAN. 9K111 Fagot a fost livrat și statelor membre ale Pactului de la Varșovia. Complexul Fagot face parte din a doua generație de rachete antitanc dirijate, fiind în prezent depășit din punct de vedere operațional.

### Utilizare în România
România a achiziționat în anul 1978 300 de rachete 9M111-2 Fagot. Sistemul Fagot a fost introdus în dotarea subunităților antitanc ale infanteriei și parașutiștilor din anul 1980. Resursa tehnică a instalațiilor este aproape epuizată în prezent. Conducerea Armatei Române are în vedere achiziționarea unui sistem de rachete antitanc portabil din a treia generație, de tip „trage și uită”, pentru a înlocui sistemul 9K111 Fagot.

## Descriere și funcționare

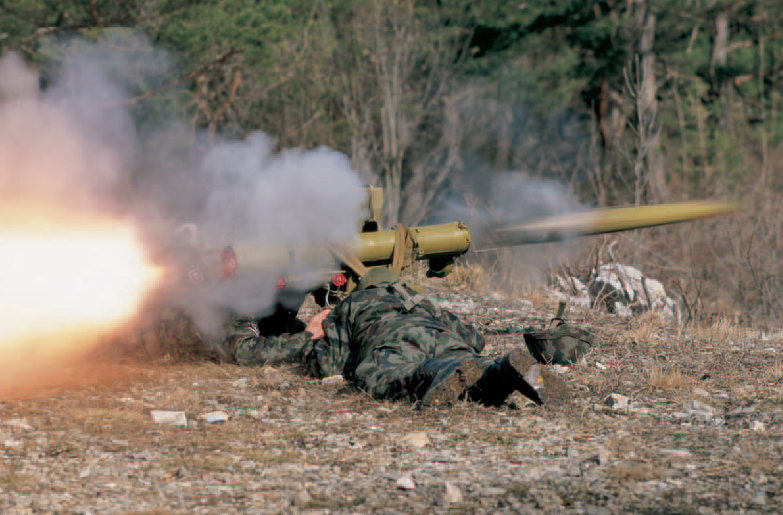
Lansarea unei rachete 9K111 Fagot.

Complexul de rachete antitanc dirijate 9K111 Fagot este alcătuit din racheta propriu-zisă, containerul acesteia, instalația motoare de azvârlire, instalația de lansare 9P135 cu aparatura de dirijare 9S451 și aparatul 9S119M. Containerul lis servește drept ambalaj ermetic și tub de lansare, racheta fiind transportată în interiorul acestuia. În partea din spate a tubului se află încărcătura de azvârlire, iar la ambele capete se află câte un capac.
Racheta este compusă din compartimetul nr. 1 (destinat dispunerii transmisiei electromagnetice), componenta de luptă cu focosul (de tip cumulativ), instalația motoare și compartimentul nr. 3 cu aparatura.
Instalația de lansare 9P135 este un afet trepied cu un unghi de ochire orizontal de 360° și vertical de ±20°. Puterea de mărire a aparatului 9S119M este de 10X, iar câmpul de vizare este de 5°. Temperatura de lucru este de ±50° Celsius. Aparatura de dirijare 9S451 permite ochirea țintelor blindate fixe sau mobile (care se deplasează cu o viteză de maxim 60 km/h).
În momentul tragerii, motorul de azvârlire este acționat și racheta este propulsată în afara containerului de gazele rezultate din arderea pulberii. La ieșire, ampenajul rachetei se rabatează și intră în acțiune instalația motoare de marș și accelerare. Când racheta intră în câmpul vizual, trăgătorul poate începe operațiunea de dirijare a acesteia. Focosul 9E234 amorsează încărcătura sau autodistruge racheta în cazul în care ținta nu este lovită.

## Variante

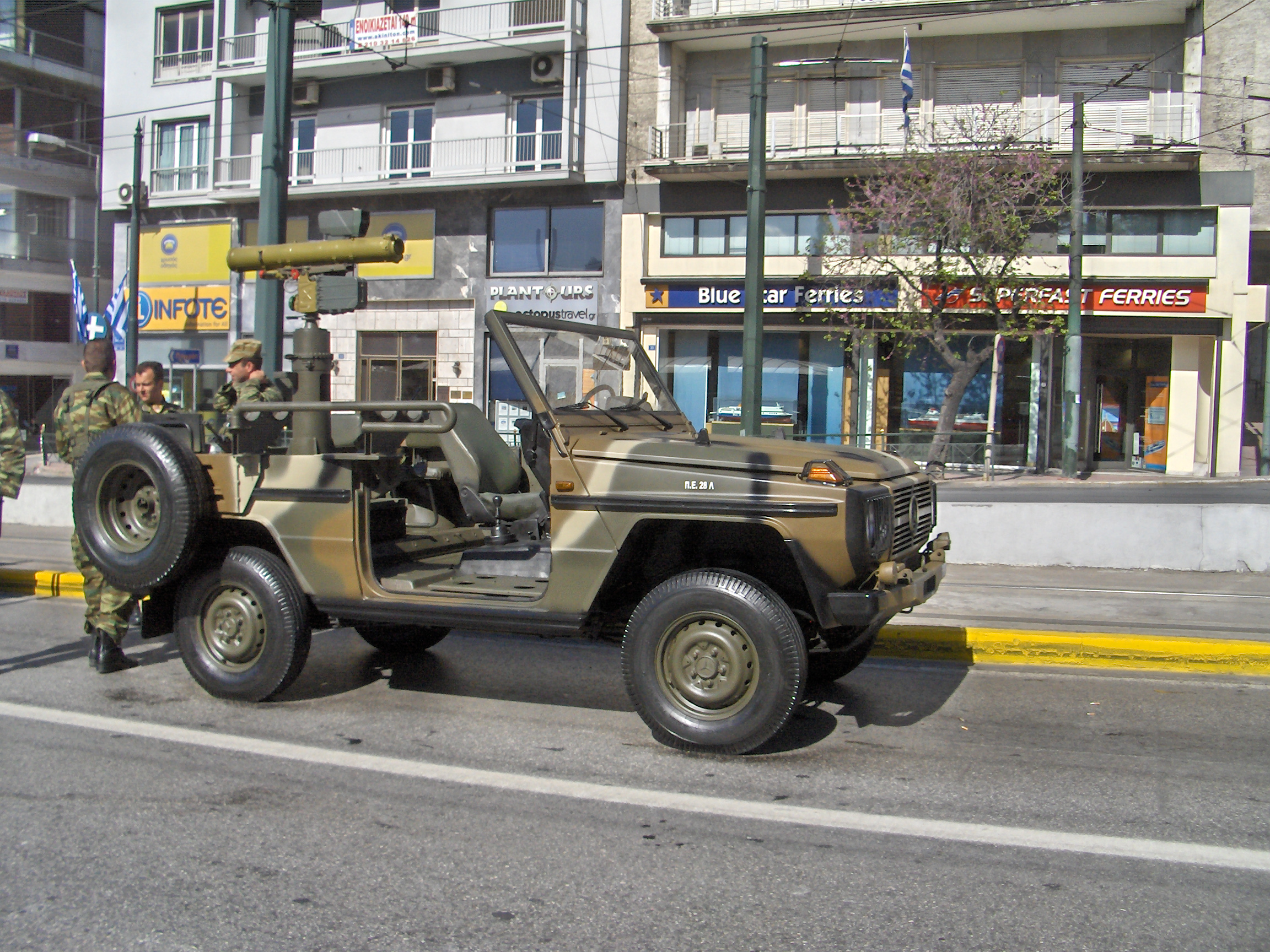
Complex RAD 9K111 Fagot din dotarea Greciei montat pe un autoturism Mercedes.

### Rachete
- 9M111 Fagot (cod NATO: AT-4 Spigot și AT-4A Spigot A) În dotare din anul 1970. Distantața maximă de tragere de 2000 metri, minim 70 de metri.  Focosul poate perfora 400 mm de blindaj laminat sau 200 mm de blindaj înclinat la 60°.[7]
- 9M111-2 Fagot (cod NATO: AT-4B Spigot B)  Versiune ușor îmbunătățită (poate perfora 230 mm de blindaj înclinat la 60°).
- 9M111M Fagot-M (cod NATO: AT-4C Spigot C)  Motor îmbunătățit, cablu mai lung de dirijare. Distanța maximă de tragere a crescut la 2500 de metri, iar cea minimă la 75 m. Încărcătură cumulativă mai puternică.

### Instalații de lansare
- 9P135 22,5 kg. Poate lansa doar rachete 9M111 Fagot.
- 9P135M Poate lansa și rachete 9M113 Konkurs (cod NATO: AT-5 Spandrel).
- 9P135M1 Versiune îmbunătățită a instalației 9P135.
- 9P135M2 Versiune îmbunătățită a instalației 9P135.
- 9P135M3 Introdusă în dotare în anii 1990 cu aparate de vedere pe timp de noapte.
- 9S451M2 Versiune îmbunătățită cu sistem antireflexie.